# Milionia rubrifascia
Milionia rubrifascia là một loài bướm đêm trong họ Geometridae.